# Успение Богородично (Църнешево)
Вижте пояснителната страница за други значения на Успение Богородично.
„Успение Богородично“ или „Света Богородица“ (на гръцки: Kοιμήσεως της Θεοτόκου) е православна църква във воденското село Църнешево (Гарефи), Гърция, част от Воденската, Пелска и Мъгленска епархия.
Църквата е гробищен храм, разположен в северната Горна махала на Църнешево. Построена в 1810 - 1811 година.
В архитектурно отношение е типичната за епохата трикорабна базилика с дървен покрив. В апсидата са запазени ценни оригинални стенописи от XIX век. Наосът не е изписан.
Църквата има оригинална кулообразна камненна камбанария, разположена западно от нея.